# Szohodol (Brassó megye)
Szohodol (románul: Sohodol, németül: Dürrbach) falu Romániában, Brassó megyében. Közigazgatásilag Törcsvár községhez tartozik.

## Története
Az alsó (északi) részen levő, Szent Paraszkevának szentelt ortodox templomot 1812-ben építették. 1820-ban egy újabb, Szentháromságnak szentelt templomot is emeltek a település felső részén; valószínűleg szász kőművesek építették. Festése 1860–1865 között készült.
1850-ben 1236 lakosa volt, mindannyian románok. A trianoni békeszerződés előtt Fogaras vármegye Törcsvári járásához tartozott. 2011-ben 1508 lakosa volt.

A jozefiniánus térképen
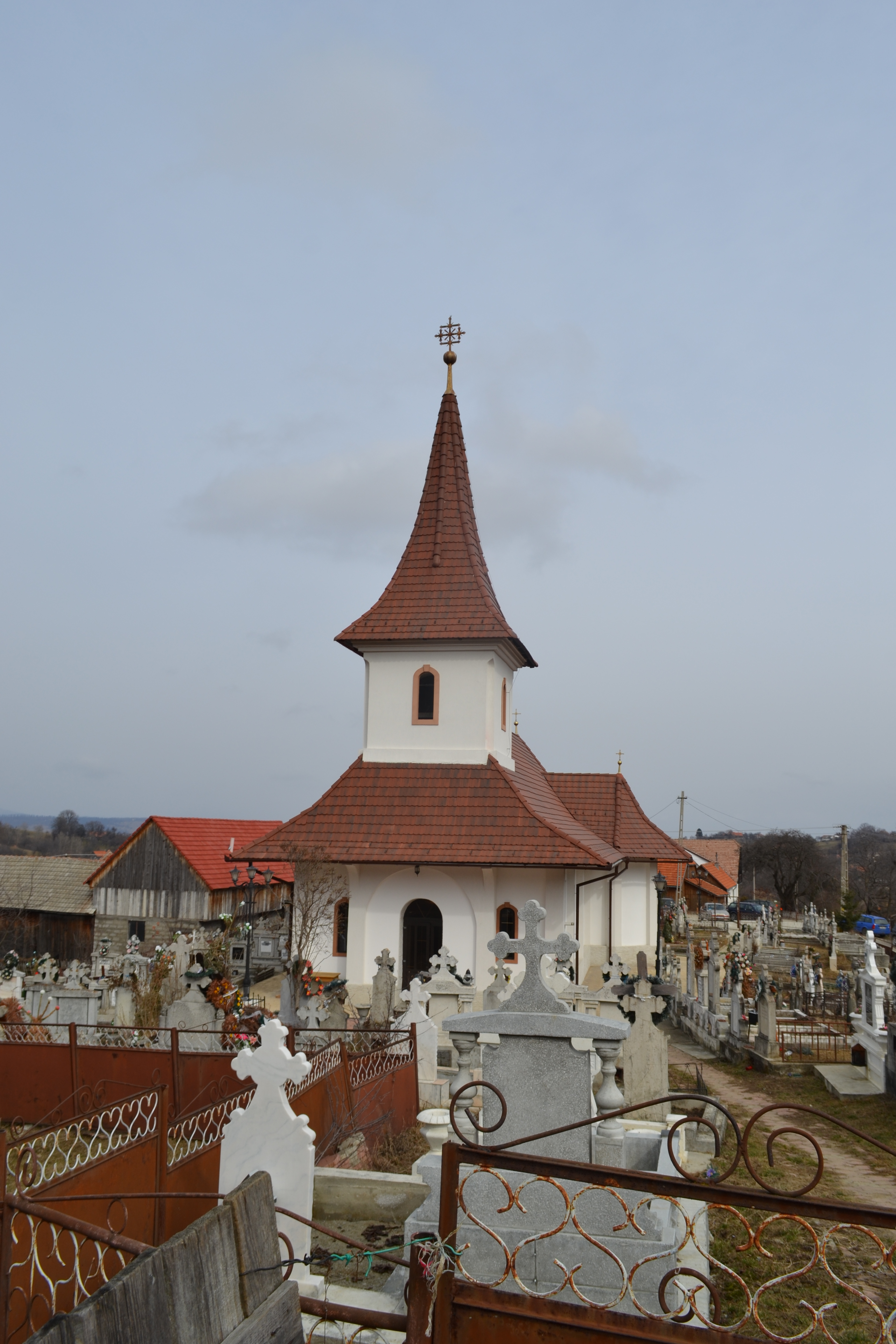
A Szentháromság ortodox templom

## Híres emberek
1824-ben itt született Ioan Pușcariu román jogász, politikus, történész, a Román Akadémia tagja.